# Mallusjärvi (sjö i Päijänne-Tavastland)
Mallusjärvi är en sjö i Finland. Den ligger i kommunen Orimattila i landskapet Päijänne-Tavastland, i den södra delen av landet, 70 km nordost om huvudstaden Helsingfors. Mallusjärvi ligger 46,1 meter över havet. I omgivningarna runt Mallusjärvi växer i huvudsak blandskog. Den är 8,83 meter djup. Arean är 5,38 kvadratkilometer och strandlinjen är 19,9 kilometer lång. Sjön  ingår i Borgå å huvudavrinningsområde. 